# فلیکس و میرا
«فلیکس و میرا» (فرانسوی: Félix et Meira‎) فیلمی کانادایی در سبک درام و به کارگردانی مکسیم ژیهو است که در سال ۲۰۱۴ منتشر شد.